# RKS Mělník
RKS Mělník je bývalý středovlnný vysílač sloužící k rozhlasovému vysílání sestávající z jednoho stožáru umístěného cca 3 km severně od Mělníka, na okraji obce Chloumek. Vysílalo se zde až do 31. března 2003, kdy byl odpojen. Areál je majetkem soukromé IT firmy TRIOPTIMUM s.r.o.
První přípravy na stavbu vysílače probíhaly od srpna 1937. Mělnická firma Širc - Zeman začala stavět hlavní budovu nového rozhlasového vysílače, který byl pojmenován po prezidentovi Edvardu Benešovi. Hlavním účelem mělo být pokrytí severních Čech se zaměřením na sudetské Němce. Vysílač, Němci nazývaný „Rundfunk Chloumek“, nesl oficiální označení Praha II. a vysílal na středních vlnách o kmitočtu 1137 kHz. Od prosince 1937 bylo zahájeno zkušební vysílání na vlně 269,5 metru (1,113 kilocyklu). Dne 7. března 1938 bylo zahájeno další zkušební vysílání ze studia v technické budově na Chloumku, oficiální vysílání v němčině započalo dne 1. května 1938 z pražského studia na Fochově třídě (dnešní Vinohradské), se kterým byl vysílač propojen podzemním kabelem.
V roce 1941 byla postavena budova pro vlastní elektrárnu, která byla osazena generátorem o výkonu 400 kW s dieselovým pohonem 700 HP. Byla schopna dodávat elektřinu i do rozvodné elektrické sítě. To se podle pamětníků stalo 9. května 1945, kdy po náletu sovětských letadel dodávala proud do mělnické nemocnice.
V roce 1950 byl vysílač přeladěn do tzv. synchronní sítě československých vysílačů. V 50. letech byl vysílač střežen jednotkou Vnitřní stráže, která měla mj. za úkol ochranu a střežení závodu a objektu zvláštní důležitosti. Konkrétně šlo o 37. rotu (Mělník), 5. praporu (Ústí nad Labem), 2. brigády VS (Praha). Od roku 1952 byl zařazen do sítě tzv. rádiové obrany. To znamená, že poté, co v 18 hodin skončilo vysílání stanice Hvězda, byl rychle přeladěn a rušil vysílaní Rádia Svobodná Evropa.
Původní vysílač anglické výroby (značka Standard electric) pracující v pásmu středních vln na frekvenci 1137 kHz o výkonu 100 kW, byl v roce 1970 demontován a nahrazen novým od firmy Tesla. Jeho výkon byl nyní 200 kW a zkušební provoz byl zahájen 15. září 1971. V roce 1974 byl Teslou Hloubětín nainstalován druhý vysílač, taktéž o výkonu 200 kW. Vyzářeným výkonem 400 kW se stal mělnický vysílač nejsilnějším v republice. Vysoký výkon však působil rušivě na nedokonale odstíněné předměty v okolí vysílače.
Dne 21. srpna 1968 časně ráno obsadila vojska Varšavské smlouvy naše území. Jedním z hlavních cílů vojsk bylo obsazení československých vysílacích zařízení, aby nemohly být šířeny informace. Ministr spojů Karel Hoffman nařídil ukončení nezávislého vysílání, které informovalo obyvatelstvo o průběhu okupace. Od severních hranic postupovala polská a sovětská vojska – lidé strhávali informační směrové tabule, aby okupantům zpomalili a znepříjemnili postup dále. Tato vojska nenašla ve tmě hlavní vjezd o areálu vysílače, proto se řídili jen signálními světli vysílače. Obrněným vozidlem se jim však podařilo porazit hlavní sloup přívodního vedení, takže celý areál byl bez proudu, a byl tak nechtěně vyřazen z provozu.
Původní kovový stožár příhradové konstrukce o výšce 126 m, který byl v roce 1983 demontován a nahrazen novým, 150 metrů vysokým anténním stožárem od firmy Hutní montáže Ostrava, byl ukončen anténním kapacitním nástavcem ve tvaru nízkého kuželu a celá hmotnost spočívala na dvojitém kloubovém porcelánovém izolátoru ve tvaru komolého kužele značky LAP. Stabilitu stožáru zajišťovaly ocelové kotvy (přerušované porcelánovými izolátory) zaústěné do betonových bloků. Později byly kotvy nahrazeny umělohmotnými lany. Při každé větší bouřce byly stožár nebo kotvy zasaženy bleskem. Byl vyroben v plzeňském závodě Škoda.
V letech 1991 až 1996 šířil vysílač signál Rádia Svobodná Evropa, jehož redakce přesídlila z německého Mnichova do pražské budovy bývalého Národního shromáždění.
Po přechodu ČRo 6 na 40 kW vysílač ve Zbraslavi u Prahy, byl vysílač na Chloumku dne 31. března 2003 definitivně vypnut.

## Dříve vysílaná rozhlasová stanice
|         | Stanice | Kmitočet | Výkon (ERP) |
| ------- | ------- | -------- | ----------- |
| AM (SV) | ČRo 6   | 1233 kHz | 400 kW      |